# Mesoleius smitsvanburgsti
Mesoleius smitsvanburgsti is een vliesvleugelig insect uit de familie van de gewone sluipwespen (Ichneumonidae). De wetenschappelijke naam van de soort werd gepubliceerd in 1945 door Herman Teunissen. Hij stelde het voor als nieuwe naam van Mesoleius (Barytarbes) affinis Smits van Burgst (non Brischke).